# KZ-Außenlager Barth
Das KZ-Außenlager Barth (November 1943 – April/Mai 1945), manchmal auch kurz KZ Barth genannt, war eines der Außenlager des KZ Ravensbrück und befand sich in der Nähe des Ortes Barth (heute Landkreis Vorpommern-Rügen). Das KZ-Außenlager wurde angelegt, um für die Heinkel-Flugzeugwerke dringend benötigte und preiswerte Arbeitskräfte zur Verfügung zu stellen. Insgesamt wurden etwa 7.000 KZ-Häftlinge im Lager Barth durch die SS mit Waffengewalt bewacht und zur Arbeit gezwungen. Der Leiter der Wachmannschaft gehörte ebenfalls dazu (über rechtliche Verfolgung der Täter nach dem Zweiten Weltkrieg ist hier nichts bekannt).

## Vorgeschichte
Durch die Errichtung von Industriebetrieben und eines Fliegerhorstes erhielt die Stadt Barth während der NS-Zeit wirtschaftlichen Aufschwung. Wachsendes Einkommen ließ die Einwohnerzahl steigen. Zahlreiche Rüstungsbetriebe wie beispielsweise die Pommersche Eisengießerei, die Ernst-Bachmann-Flugzeugwerke, die Ernst-Heinkel-Flugzeugwerke und die Pommerschen Industrie-Werke ließen sich hier nieder. Am 10. Juli 1936 wurde am südlichen Stadtrand der Flughafen Barth eröffnet.

## Lager
Um dem Arbeitskräftemangel im anhaltenden Krieg zu begegnen und zusätzlich günstig produzieren zu können, wurden KZ-Häftlinge als Zwangsarbeiter eingesetzt. So wollte die Geschäftsführung dem wachsenden Produktionsdruck begegnen. Auf dem Fliegerhorst Barth errichteten die Heinkelwerke Rüstungsbetriebe. Von den dort vorhandenen Kasernen trennte man 1943 sechs Baracken ab, umzäunte diese und schuf Unterkünfte für KZ-Häftlinge. In einem 15 Quadratmeter großen Raum brachte man 20 Häftlinge unter, die dort auf dreistöckigen Pritschen zu schlafen hatten. An jeden Häftling wurde lediglich eine Baumwolldecke, eine Strohmatratze sowie ein kleines Kopfkissen ausgegeben.
Im November 1943 trafen die ersten 200 Gefangenen aus dem Konzentrationslager Buchenwald ein, am 9. November 1943 folgten weitere 300 aus Dachau. Im Laufe des Jahres 1944 wurden sie durch etwa 2.700 Zwangsarbeiter aus den Konzentrationslagern Ravensbrück, Dachau und Buchenwald ergänzt. Zwischen Januar und Ende April erreichten die letzten 770 Häftlinge aus den Außenlagern Pölitz, Karlshagen sowie der SS-Meilerei Born das Außenlager. 
Männer und Frauen aus mehr als 20 Nationen arbeiteten täglich im vierzehntäglich wechselnden Zweischichtdienst zwölf Stunden. Eine große Zahl der als Juden, Sinti und Roma sowie als Homosexuelle Verfolgten waren im Lager interniert.
Die Verpflegung der Häftlinge war extrem schlecht. Sie bestand in der Regel aus einem Liter dünner Kartoffel-, Steckrüben- oder Kohlsuppe. Hinzu kam Ersatzkaffee sowie eine Ration von 100 Gramm Ersatzbrot, eine geringe Menge Marmelade, Margarine, Käse oder Wurst. Die Rationen reichten nicht aus, um satt zu werden, so dass die Häftlinge täglich unter Hunger litten. Fielen Gefangene aufgrund von Schwäche oder Krankheit aus, so wurden sie ins Konzentrationslager Ravensbrück zurückgeschickt und durch andere Häftlinge ersetzt.
Die Kleidung der Inhaftierten war unzureichend. Sie bestand lediglich aus einem blauweißen Häftlingsanzug, der kaum Schutz vor Kälte bot, sowie Holzpantinen.
Viele Häftlinge erkrankten an Tuberkulose. Eine große Zahl der Geschwächten erlag den Strapazen des Lagerlebens, verhungerte oder wurde erschossen. 
Die Zahlen der Erkrankten und die Zahl der Todesopfer direkt am Ort sind nicht  überliefert. In einem Bericht zur Gedenkstätte in der Ostsee-Zeitung vom 8. Mai 2006 heißt es dazu: Tausende von Zwangsarbeitern und KZ-Häftlingen verloren für die He 162 wenige Wochen vor dem Kriegsende ihr Leben.
Lagerleiter war ab dem Sommer 1944 bis zur Auflösung des Lagers SS-Obersturmführer Paul Josef Heussler.

## Todesmärsche

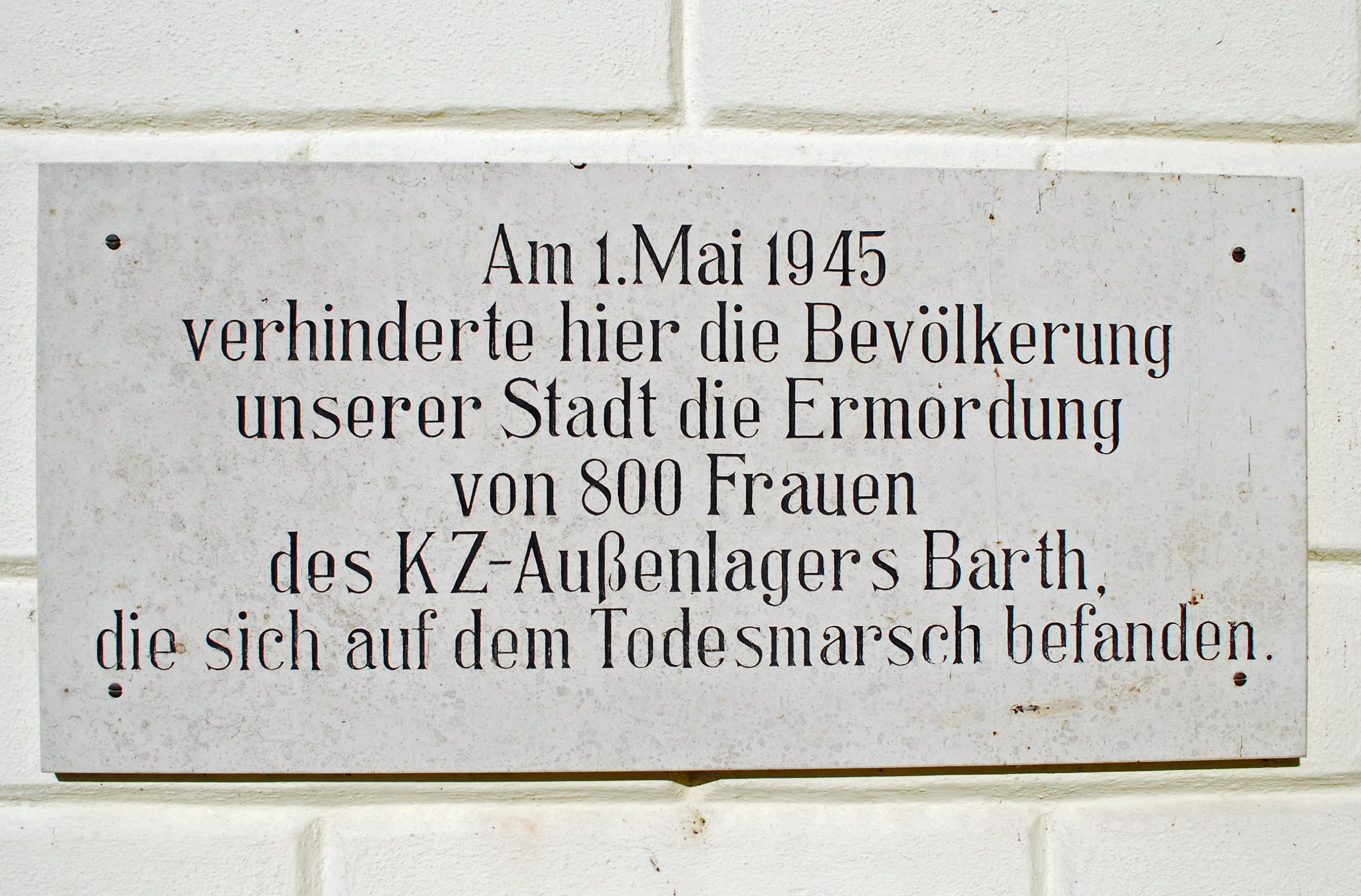
Gedenktafel am Ribnitzer Rathaus

Nachdem die SS zuvor die erkrankten Häftlinge erschossen hatte, schickte sie die Überlebenden ab dem 30. April 1945 auf einen  Todesmarsch in Richtung Rostock. In drei Kolonnen verließen die männlichen Gefangenen das Lager, wobei größere Straßen gemieden wurden. 
Eine erste Gruppe weiblicher Häftlinge verließ das Lager wenig später. Als ca. 800 weibliche Häftlinge im Lager verblieben und deren SS-Bewacher flohen, konnten sie in die benachbarte Stadt entkommen. Sie wurden dort von bewaffneter Hitlerjugend aufgegriffen. Die beabsichtigte Erschießung wurde durch die Bevölkerung von Ribnitz verhindert. Die zweite Frauenkolonne kam während des Marsches frei.

## Gedenkstätte
Im Jahre 1955 wurde eine Gedenkstätte zur Erinnerung an die Toten des KZ-Außenlagers errichtet, wobei zahlreiche Tote aus dem Lagergelände hierher umgebettet wurden. Am 8. Mai 1966 wurde eine neue Gedenkstätte errichtet, mit einem Denkmal von Joachim Jastram, das acht steinerne Grabplatten, einen Turm sowie eine Betonmauer auf einer Terrasse umfasst. Die Toten wurden erneut umgebettet und zusammen mit Toten aus den umliegenden Massengräbern Galgenberg sowie Rövershagen bestattet.